# Barão de Grajaú
Barão de Grajaú is een gemeente in de Braziliaanse deelstaat Maranhão. De gemeente telt 17.231 inwoners (schatting 2009).